# Max Jacob
Max Jacob (ur. 12 lipca 1876 w Quimper, zm. 5 marca 1944 w Drancy) – francuski poeta, malarz, pisarz i krytyk pochodzenia żydowskiego; główny twórca wiersza kubistycznego, związany także z surrealizmem oraz ruchem dada. 

## Życiorys
Za życia niedoceniony, zyskał miano jednego z największych twórców międzywojennej awangardy. Jego poezję cechuje magiczny klimat oraz zamiłowanie do społecznych masek i ludowego humoru.
Wśród ówczesnej cyganerii artystycznej Max Jacob wyróżniał się zamiłowaniem do kabały i ekscentrycznym wyglądem. W wieku 38 lat nawrócił się z judaizmu na wiarę katolicką, z powodu – jak sam twierdził – widzenia, w którym rozmawiał z Jezusem. Odtąd jego twórczość często podejmowała tematykę religijną, łącząc surrealistyczną formę z litanijną i modlitewną treścią.

## Twórczość
Jacob – choć często spychany na margines – należy do czołówki największych poetów francuskiej cyganerii artystycznej okresu międzywojennego. W jego twórczości znajdują odzwierciedlenie ówczesne nurty awangardowe (także z obszaru malarstwa): surrealizm, dadaizm czy kubizm – z całym zapleczem nihilistycznego nastawienia do życia mieszczańskiego, kpiny z konwenansów i schematów myślowych. Mimo to, trudno zaklasyfikować jego poezję do jednego konkretnego nurtu.
Poezja Jacoba wywodzi się również z kręgów fascynacji naukami ezoterycznymi i kabałą.
Jego grób w Saint-Benoît-sur-Loire zdobią dzieła René Iché.

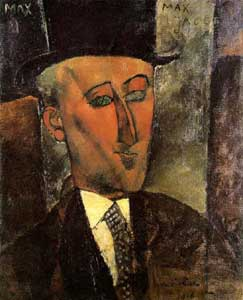
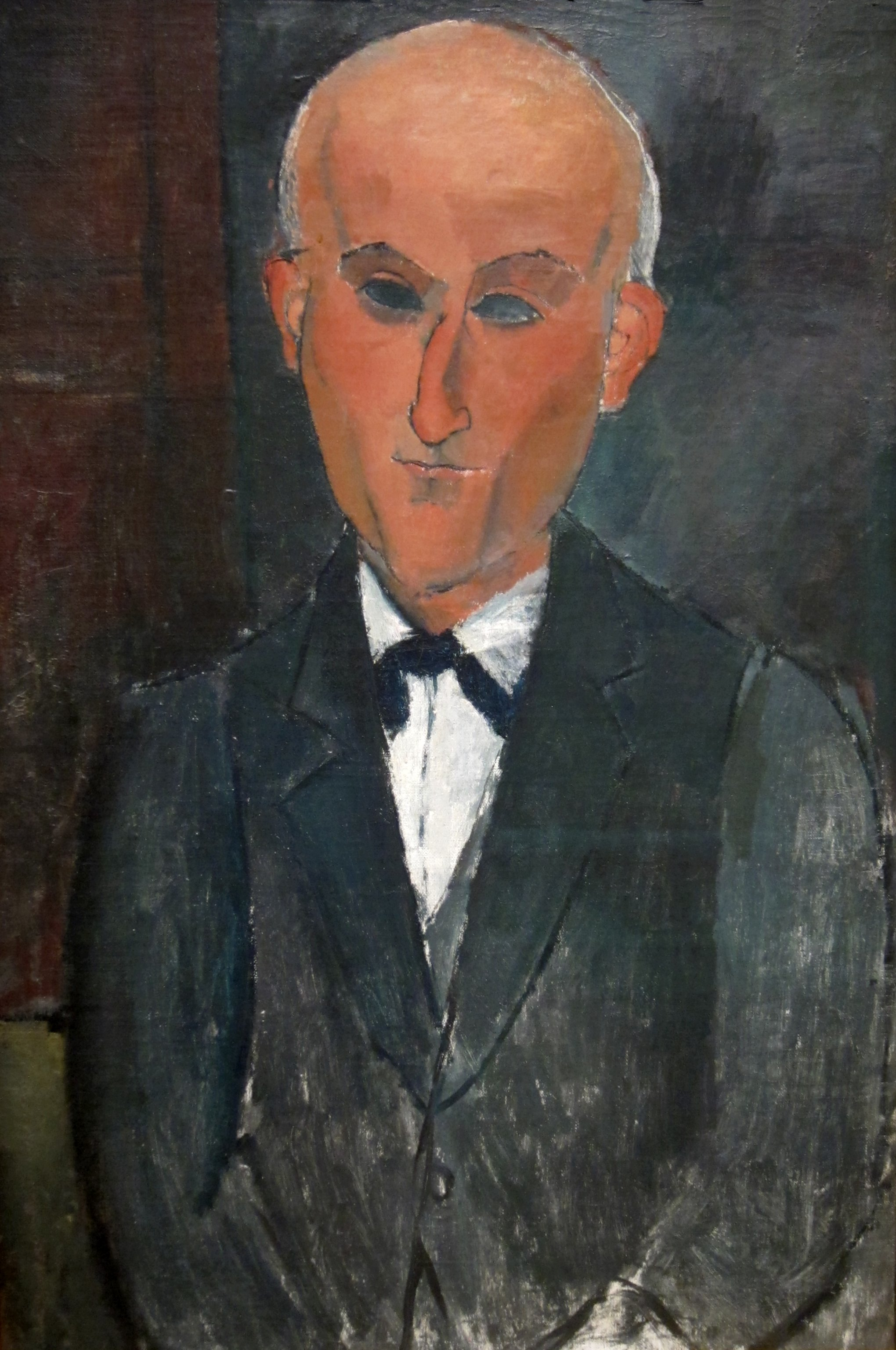